# Quentin Dupieux
Quentin Dupieux (Parijs, 14 april 1974) is een Franse filmregisseur en muziekproducent. Als muziekproducent werkt hij onder het pseudoniem Mr. Oizo (spreek uit als: mɪstɛːʁ wazo letterlijk "meneer Vogel" (van oiseau)).

## Carrière

### Muziek
Dupieux is bekend door zijn electronummer Flat Beat, dat in 1999 in geheel Europa een grote hit werd door een serie van tv-reclames van jeansfabrikant Levi's. De plaat is kort en minimalistisch, met een constant herhalende electro loop, wat het gezoem van een wesp doet voorstellen. Het werd gemaakt met een Korg MS-20. Dupieux heeft de reclame ook geregisseerd, waarin een pop genaamd Flat Eric met zijn hoofd schudt op de maat van de beat terwijl hij rijdt in een pick-up. Flat Eric speelde later ook in de videoclip van Flat Beat, terwijl hij de telefoon opneemt en daarbij hevig headbangt.
Na de grote hit Flat Beat bracht Mr. Oizo in 1999 zijn eerste album uit genaamd Analog Worms Attack. In 2005 werd het tweede album uitgebracht genaamd Moustache (Half a Scissor). In 2008 kwam zijn meest toegankelijke album uit: Lambs Anger, met hits als Positif en Bruce Willis Is Dead. Daarop maakt hij ook een cover van het nummer It Takes Two van Rob Base and DJ E-Z Rock.

### Film
Quentin Dupieux beperkt zich niet tot het regisseren van videoclips, hij heeft meerdere films geregisseerd die vaak als absurdistisch gezien worden. Zijn film Rubber (2010) gaat over een moorddadige autoband. In 2012 was de première van zijn project Wrong Cops op het filmfestival van Cannes.
In 2019 draaide zijn film Le Daim onder de titel Deerskin in de Nederlandse filmtheaters en in 2021 speelde Mandibules (over twee vrienden die een grote vlieg in hun kofferbak vinden) ook in de bioscopen.

## Discografie

### Albums
- Analog Worms Attack (2000)
- Moustache (Half a Scissor) (2005)
- Steak (2007)
- Lambs Anger (2008)
- Stade 2 (2011)
- The Church (2014)
- All Wet (2016)
- Voilà (2022)

### Ep's
- Nazis (2006)
- Patrick122/Transexual (2007)
- Stade 3 (2012)

### Singles
- #1 (1997)
- M-Seq (1997)
- Flat Beat (1999)
- Last Night A DJ Killed My Dog (2000)
- Stunt (2004)
- Two It Takes (2009)

## Filmografie
- Nonfilm (2001)
- Steak (2007)
- Rubber (2010)
- Wrong (2012)
- Wrong Cops (2013)
- Réalité (2015)
- Au poste! (2018)
- Le Daim (2019)
- Mandibules (2021)
- Incroyable mais vrai (2022)
- Fumer fait tousser (2022)
- Yannick (2023)
- Daaaaaalí! (2023)
- Le Deuxième Acte (2024)